# Bishna
Bishna (vaak ook gespeld als Bishnah) is een stad en “notified area” in het district Jammu van het Indiase unieterritorium Jammu en Kasjmir.

## Demografie
Volgens de Indiase volkstelling van 2001 wonen er 9.141 mensen in Bishna, waarvan 55% mannelijk en 45% vrouwelijk is. De plaats heeft een alfabetiseringsgraad van 72%.